# Campeonato de Segunda División 1927 (Argentina)
El Campeonato de Segunda División 1927 fue el vigésimo noveno torneo de Segunda División, el vigésimo séptimo campeonato de la cuarta categoría, y el primero del torneo en la categoría. Fue organizado por la Asociación Amateurs Argentina de Football, entidad surgida tras la fusión de la Asociación Argentina de Football y la Asociación Amateurs de Football.
El torneo consagró campeón por primera vez a Independiente III, tras vencer en la final por 3 a 1 a Sp. Palermo III.

## Ascensos y descensos
| Pos. | Ascendidos a División Intermedia 1927 |
| AAF  | AAF                                   |
| ---- | ------------------------------------- |
| 1.º  | Libertad                              |
| s/d  | Florida                               |
| s/d  | Mariano Moreno                        |
| AAmF |                                       |
| 2.º  | Villa Fischer                         |

| Descendidos de División Intermedia 1926 |
| --------------------------------------- |
| No hubo                                 |

| Desafiliados  |
| ------------- |
| Gerli         |
| Juan de Garay |
| Kimberley     |
| San Andrés    |
| Sud América   |

### Incorporaciones
| Incorporados      |
| ----------------- |
| Boca Juniors III  |
| Independiente III |
| Independiente IV  |
| Los Andes III     |
| Porteño III       |
| Quilmes III       |
| River Plate IV    |
| Talleres III      |

| Retirados             |
| --------------------- |
| Argentino del Sud III |
| River Plate IV        |

## Sistema de disputa
Los participantes fueron divididos en cuatro zonas, tres de ocho equipos y una de siete equipos, donde se enfrentaron bajo el sistema de todos contra todos a dos ruedas. En caso de empate en puntos en el primer puesto se disputó un desempate. El ganador de cada zona avanzó a la fase final, donde se enfrentaron a eliminación directa, a partido único, hasta consagrar a un campeón.

### Ascensos
El ganador de cada zona, que no tuviera equipo en las divisiones superiores, obteniendo el ascenso.

## Equipos participantes
| Equipo                   | Ciudad               |
| ------------------------ | -------------------- |
| Almirante Brown          | Adrogué              |
| American                 | Buenos Aires         |
| Argentino del Sud III    | Dock Sud             |
| Atlanta III              | Buenos Aires         |
| Barracas Central III     | Buenos Aires         |
| Boca Juniors III         | Buenos Aires         |
| Boulogne                 | Buenos Aires         |
| Colegiales III           | Buenos Aires         |
| Huracán III              | Buenos Aires         |
| Independiente III        | Avellaneda           |
| Independiente IV         | Avellaneda           |
| Independiente San Miguel | San Miguel           |
| José Altube              | José C. Paz          |
| Lanús III                | Lanús                |
| Lincoln                  | Buenos Aires         |
| Los Andes III            | Lomas de Zamora      |
| Munro                    | Buenos Aires         |
| Palermo III              | Buenos Aires         |
| Peñarol                  | Boulogne             |
| Porteño III              | Buenos Aires         |
| Platense III             | Buenos Aires         |
| Racing III               | Avellaneda           |
| Regional Palermo         | Buenos Aires         |
| River Plate III          | Buenos Aires         |
| San Cristobal            | Buenos Aires         |
| Sarandí                  | Sarandí              |
| Sportivo Atlántida       | Buenos Aires         |
| Sportivo Domínico        | Villa Domínico       |
| Talleres III             | Remedios de Escalada |
| Tomás Edison             | Buenos Aires         |
| Villa Furst              | Buenos Aires         |

## Fase de zonas

### Zona 1

#### Tabla de posiciones
| Pos. | Equipo           | Pts. | J  | G  | E | P  |
| ---- | ---------------- | ---- | -- | -- | - | -- |
| 1.º  | Sp. Palermo III  | 26   | 14 | 12 | 2 | 0  |
| 2.º  | Huracán III      | 23   | 14 | 10 | 3 | 1  |
| 3.º  | Independiente IV | 21   | 14 | 9  | 3 | 2  |
| 4.º  | Platense III     | 12   | 14 | 6  | 0 | 8  |
| 5.º  | River Plate III  | 12   | 14 | 6  | 2 | 6  |
| 6.º  | Colegiales III   | 10   | 14 | 5  | 0 | 9  |
| 7.º  | Porteño III      | 6    | 14 | 3  | 0 | 11 |
| 8.º  | Atlanta III      | 0    | 14 | 0  | 0 | 14 |

|  | Clasificado a la fase final. |

### Zona 2

#### Tabla de posiciones
| Pos. | Equipo               | Pts. | J  | G | E | P |
| ---- | -------------------- | ---- | -- | - | - | - |
| 1.º  | Independiente III    | 19   | 10 | 9 | 1 | 0 |
| 2.º  | Racing III           | 15   | 10 | 7 | 1 | 2 |
| 3.º  | Boca Juniors III     | 9    | 10 | 4 | 1 | 5 |
| 4.º  | Quilmes III          | 8    | 10 | 4 | 0 | 6 |
| 5.º  | Lanús III            | 5    | 10 | 2 | 1 | 7 |
| 6.º  | Barracas Central III | 4    | 10 | 2 | 0 | 8 |
| —    | Talleres III         | —    | —  | — | — | — |
| —    | Los Andes III        | —    | —  | — | — | — |

|  | Clasificado a la fase final. |

### Zona 3

#### Tabla de posiciones
| Pos. | Equipo              | Pts. | J  | G | E | P  |
| ---- | ------------------- | ---- | -- | - | - | -- |
| 1.º  | Peñarol             | 20   | 14 | 8 | 4 | 2  |
| 2.º  | San Cristobal       | 20   | 14 | 8 | 4 | 2  |
| 3.º  | Munro               | 19   | 14 | 7 | 5 | 2  |
| 4.º  | Tomás Edison        | 16   | 14 | 6 | 4 | 4  |
| 5.º  | American            | 14   | 14 | 5 | 4 | 5  |
| 6.º  | Sportivo Atlántida  | 10   | 14 | 4 | 2 | 8  |
| 7.º  | Boulogne            | 8    | 14 | 3 | 2 | 9  |
| 8.º  | Almirante Brown (A) | 5    | 14 | 2 | 1 | 11 |

|  | Desempate. |

#### Desempate
| Pos. | Equipo        |
| ---- | ------------- |
| 1.º  | San Cristobal |
| 2.º  | Peñarol       |

|  | Clasificado a la fase final. |

### Zona 4

#### Tabla de posiciones
| Pos. | Equipo                   | Pts. | J  | G | E | P  |
| ---- | ------------------------ | ---- | -- | - | - | -- |
| 1.º  | Sarandí                  | 19   | 12 | 9 | 1 | 2  |
| 2.º  | Sportivo Domínico        | 18   | 12 | 8 | 2 | 2  |
| 3.º  | Regional Palermo         | 18   | 12 | 7 | 4 | 1  |
| 4.º  | Independiente San Miguel | 17   | 12 | 7 | 3 | 2  |
| 5.º  | Lincoln                  | 4    | 12 | 2 | 0 | 10 |
| 6.º  | José Altube              | 2    | 12 | 2 | 0 | 10 |
| 7.º  | Villa Furst              | 0    | 12 | 2 | 0 | 10 |

|  | Clasificado a la fase final. |

## Fase final

### Cuadro de desarrollo
|  | Semifinales | Semifinales       | Semifinales       |                   |                 | Final           | Final | Final |  |
|  |             |                   |                   |                   |                 |                 |       |       |  |
|  |             |                   |                   |                   |                 |                 |       |       |  |
|  | 1           | Sp. Palermo III   | 3                 |                   |                 |                 |       |       |  |
|  | 1           | Sp. Palermo III   | 3                 |                   |                 |                 |       |       |  |
|  | 4           | Sarandí           | 2                 |                   |                 |                 |       |       |  |
|  | 4           | Sarandí           | 2                 |                   | Sp. Palermo III | Sp. Palermo III | 1     |       |  |
|  |             |                   |                   |                   | Sp. Palermo III | Sp. Palermo III | 1     |       |  |
|  |             |                   | Independiente III | Independiente III | 3               |                 |       |       |  |
|  | 2           | Independiente III | Independiente III | Independiente III | 3               | 5               |       |       |  |
|  | 2           | Independiente III |                   |                   |                 | 5               |       |       |  |
|  | 3           | San Cristóbal     | 0                 |                   |                 |                 |       |       |  |
|  | 3           | San Cristóbal     | 0                 |                   |                 |                 |       |       |  |
|  |             |                   |                   |                   |                 |                 |       |       |  |

### Semifinales
| 6 de noviembre | Sp. Palermo III | 3:2 | Sarandí |  |  |

| 5 de febrero de 1928 | Independiente III | 5:0 | San Cristobal |  |  |

### Final
|  | Sp. Palermo III | 1:3 | Independiente III |  |  |

|                                       |
|                                       |
| Campeón Independiente III 1.er título |